# 绵阳师范学院

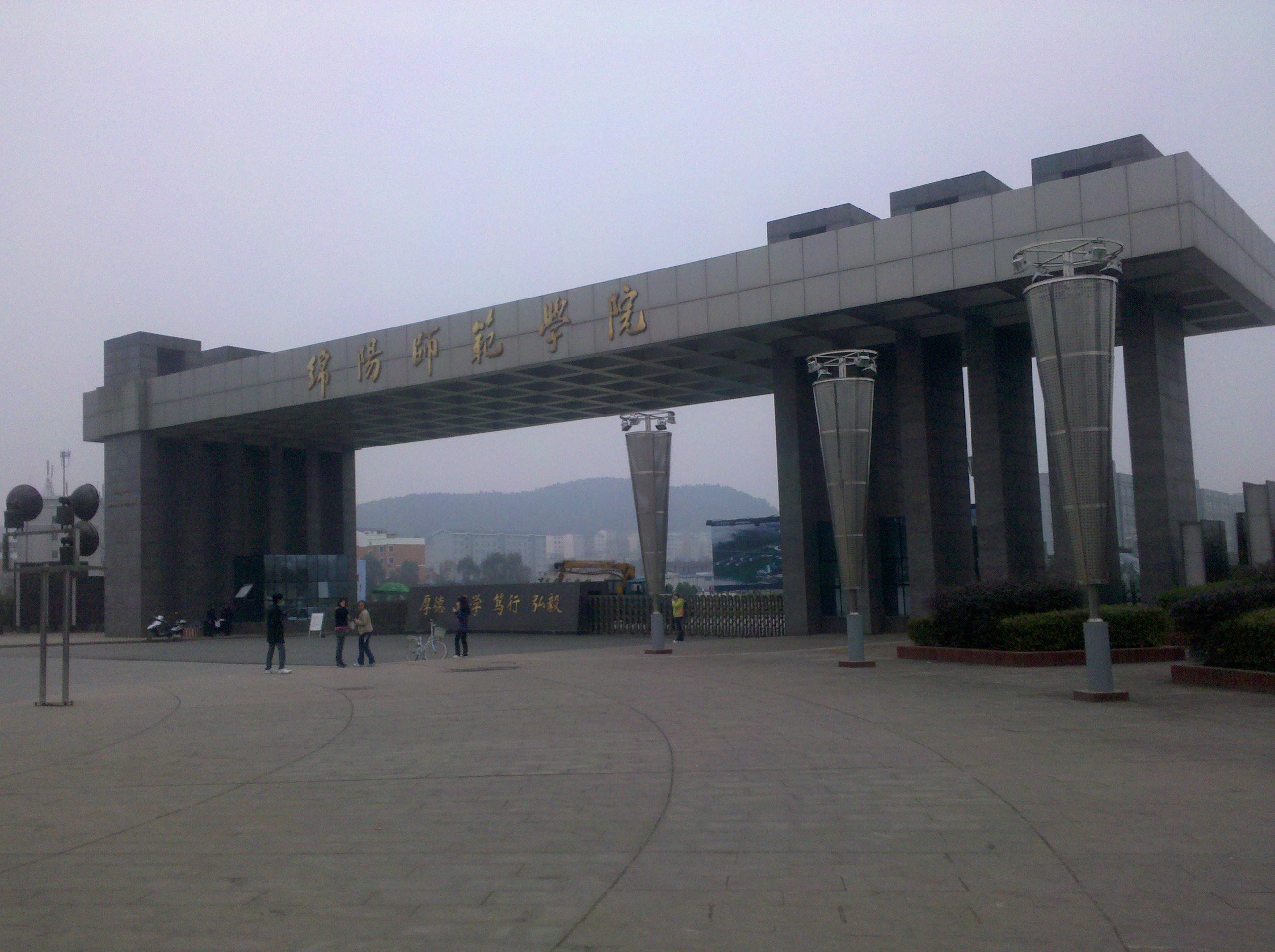

绵阳师范学院，位于中国四川省绵阳市，是四川省属全日制普通本科院校，有高新校区、游仙校区和丰谷校区三大校区。

## 历史沿革
2002年，经国家教育部批准，绵阳师范学院由原绵阳师范高等专科学校和绵阳教育学院合并组建成立。
2006年，获得学士学位的授予资格。

## 科研
学院获国家级、省部级、市厅级等奖项115项。

### 资料
- 绵阳师范学院图书馆图
- 《绵阳师范学院学报》